# Stamata Revithi
Stamata Revithi (tiếng Hy Lạp: Σταμάτα Ρεβίθη; 1866 - sau 1896) là một phụ nữ Hy Lạp, người chạy marathon 40 km trong thời gian diễn ra Thế vận hội Mùa hè 1896. Thế vận hội không cho phép phụ nữ tham gia thi đấu, nhưng Revithi nhấn mạnh rằng cô được phép chạy. Tuy nhiên, Stamata Revithi, mẹ của một bé trai 17 tháng tuổi đã tham gia chạy marathon vào ngày 11 tháng 4, một ngày sau khi các vận động viên nam thi đấu chính thức. Mặc dù cô không được phép vào sân vận động nhưng sau khi chạy, cô đã tìm vài nhân chứng để ký xác nhận rằng cô đã về đích trong 5 giờ 30 phút. Revithi đã định gửi tài liệu này tới Ủy ban Olympic Hy Lạp với hy vọng rằng họ sẽ công nhận thành tích của cô. Không có bản báo cáo hay tài liệu nào của cô được ủy ban chứng thực.
Không có hồ sơ được biết đến về sự cuộc sống của Revithi sau khi chạy của mình. Theo các nguồn tin hiện đại, một người phụ nữ thứ hai, "Melpomene", cũng chạy đua marathon năm 1896. Có cuộc tranh luận giữa các sử gia Olympic về việc Revithi và Melpomene có phải là cùng một người không.